# Temporada da Indy Racing League de 1996–97
A Temporada da Indy Racing League de 1996–1997 foi a segunda temporada da categoria. Foram 10 corridas, sendo iniciado em 18 de agosto de 1996 e encerrado em 11 de outubro de 1997. O campeão foi o estadunidense Tony Stewart, da equipe Team Menard.
Entre os novatos, Jim Guthrie, também da Menard, foi eleito o Rookie (estreante) do ano, com 186 pontos, superando o brasileiro Affonso Giaffone, da Chitwood Motorsports.

## Calendário
| Prova | Nome da Corrida       | Circuito                             | Local        | Data                   |
| ----- | --------------------- | ------------------------------------ | ------------ | ---------------------- |
| 1     | True Value 200        | New Hampshire International Speedway | Loudon       | 18 de agosto de 1996   |
| 2     | Las Vegas 500K        | Las Vegas Motor Speedway             | Clark County | 15 de setembro de 1996 |
| 3     | Indy 200              | Walt Disney World Speedway           | Bay Lake     | 25 de janeiro de 1997  |
| 4     | Phoenix 200           | Phoenix International Raceway        | Avondale     | 23 de março de 1997    |
| 5     | 81st Indianapolis 500 | Indianapolis Motor Speedway          | Speedway     | 25 de maio de 1997     |
| 6     | True Value 500        | Texas Motor Speedway                 | Fort Worth   | 7 de junho de 1997     |
| 7     | Samsonite 200         | Pikes Peak International Raceway     | Fountain     | 29 de junho de 1997    |
| 8     | VisionAire 500        | Lowe's Motor Speedway                | Concord      | 26 de julho de 1997    |
| 9     | Pennzoil 200          | New Hampshire International Speedway | Loudon       | 17 de agosto de 1997   |
| 10    | Las Vegas 500K        | Las Vegas Motor Speedway             | Clark County | 11 de outubro de 1997  |

- Circuitos ovais
- Circuitos de rua temporários
- Circuitos mistos permanentes

## Pilotos e Equipes
| Equipe                           | Chassis       | Motor             | Pneu | Nº | Pilotos                   | Corridas  |  |
| -------------------------------- | ------------- | ----------------- | ---- | -- | ------------------------- | --------- |  |
| A. J. Foyt Enterprises           | Lola          | Ford Cosworth     | G    | 1  | Scott Sharp               | 1-2       |  |
| A. J. Foyt Enterprises           | Dallara       | Oldsmobile Aurora | G    | 1  | Scott Sharp               | 3, 7      |  |
| A. J. Foyt Enterprises           | G-Force       | Oldsmobile Aurora | G    | 1  | Scott Sharp               | 4         |  |
| A. J. Foyt Enterprises           | G-Force       | Oldsmobile Aurora | G    | 1  | Paul Durant               | 5         |  |
| A. J. Foyt Enterprises           | G-Force       | Oldsmobile Aurora | G    | 1  | Billy Boat (R)            | 6, 8-10   |  |
| A. J. Foyt Enterprises           | Dallara       | Oldsmobile Aurora | G    | 11 | Billy Boat (R)            | 5         |  |
| A. J. Foyt Enterprises           | G-Force       | Oldsmobile Aurora | G    | 14 | Davey Hamilton            | 4-10      |  |
| A. J. Foyt Enterprises           | Dallara       | Oldsmobile Aurora | G    | 14 | Davey Hamilton            | 3         |  |
| A. J. Foyt Enterprises           | Lola          | Ford Cosworth     | G    | 14 | Davey Hamilton            | 1-2       |  |
|                                  |               |                   |      |    |                           |           |  |
| ABF Motorsports                  | Lola          | Buick             | G    | 96 | Joe Gosek                 | 1         |  |
| ABF Motorsports                  | Lola          | Buick             | G    | 96 | Dave Steele               | 2         |  |
|                                  |               |                   |      |    |                           |           |  |
| Arizona Motorsports/Crest Racing | Dallara       | Oldsmobile Aurora | F    | 40 | Jack Miller (R)           | 3-4       |  |
| Arizona Motorsports/Crest Racing | Dallara       | Nissan Infiniti   | F    | 40 | Jack Miller (R)           | 5-10      |  |
|                                  |               |                   |      |    |                           |           |  |
| Beck Motorsports                 | Lola          | Ford Cosworth     | F    | 54 | Robbie Buhl               | 1-2       |  |
| Beck Motorsports                 | Dallara       | Nissan Infiniti   | F    | 54 | Dennis Vitolo             | 5         |  |
|                                  |               |                   |      |    |                           |           |  |
| Blueprint Racing                 | Lola          | Buick             | F    | 16 | Johnny Parsons            | 2         |  |
| Blueprint Racing                 | Dallara       | Oldsmobile Aurora | F    | 16 | Sam Schmidt (R)           | 4-6       |  |
| Blueprint Racing                 | Lola          | Menard            | F    | 27 | Jim Guthrie (R)           | 1         |  |
| Blueprint Racing                 | Lola          | Buick             | F    | 27 | Jim Guthrie (R)           | 2         |  |
| Blueprint Racing                 | Dallara       | Oldsmobile Aurora | F    | 27 | Jim Guthrie (R)           | 3-6, 8-10 |  |
| Blueprint Racing                 | Dallara       | Oldsmobile Aurora | F    | 72 | Claude Bourbonnais (R)    | 5         |  |
|                                  |               |                   |      |    |                           |           |  |
| Bradley Motorsports              | Reynard       | Ford Cosworth     | F    | 12 | Buzz Calkins              | 1-2       |  |
| Bradley Motorsports              | G-Force       | Oldsmobile Aurora | G    | 12 | Buzz Calkins              | 3-7, 9-10 |  |
|                                  |               |                   |      |    |                           |           |  |
| Byrd-Cunningham Racing           | Reynard       | Ford Cosworth     | F    | 10 | Mike Groff                | 1-2       |  |
| Byrd-Cunningham Racing           | G-Force       | Nissan Infiniti   | F    | 10 | Mike Groff                | 3-5       |  |
| Byrd-Cunningham Racing           | G-Force       | Oldsmobile Aurora | F    | 10 | Mike Groff                | 8         |  |
| Byrd-Cunningham Racing           | G-Force       | Oldsmobile Aurora | F    | 10 | Paul Durant               | 10        |  |
| Byrd-Cunningham Racing           | G-Force       | Oldsmobile Aurora | F    | 10 | Johnny Unser              | 9         |  |
| Byrd-Cunningham Racing           | G-Force       | Nissan Infiniti   | F    | 10 | Johnny Unser              | 6-7       |  |
|                                  |               |                   |      |    |                           |           |  |
| Chastain Motorsports             | G-Force       | Oldsmobile Aurora | G    | 77 | Stéphan Grégoire          | 3-5, 7-10 |  |
|                                  |               |                   |      |    |                           |           |  |
| Chitwood Motorsports             | Dallara       | Oldsmobile Aurora | G    | 17 | Danny Ongais              | 3         |  |
| Chitwood Motorsports             | Dallara       | Oldsmobile Aurora | G    | 17 | Affonso Giaffone (R)      | 4-10      |  |
|                                  |               |                   |      |    |                           |           |  |
| Della Penna Motorsports          | Reynard       | Ford Cosworth     | G    | 4  | Richie Hearn              | 1-2       |  |
|                                  |               |                   |      |    |                           |           |  |
| Eurointernational                | Dallara       | Oldsmobile Aurora | G    | 50 | Billy Roe (R)             | 4         |  |
| Eurointernational                | Dallara       | Oldsmobile Aurora | F    | 50 | Billy Roe (R)             | 5         |  |
|                                  |               |                   |      |    |                           |           |  |
| Galles Racing                    | G-Force       | Oldsmobile Aurora | G    | 4  | Jeff Ward (R)             | 3         |  |
| Galles Racing                    | G-Force       | Oldsmobile Aurora | G    | 4  | Kenny Bräck (R)           | 4-10      |  |
| Galles Racing                    | G-Force       | Oldsmobile Aurora | G    | 4  | Davy Jones                | —         |  |
| Galles Racing                    | G-Force       | Oldsmobile Aurora | G    | 70 | Marco Greco               | 7-10      |  |
|                                  |               |                   |      |    |                           |           |  |
| Hemelgarn Racing                 | Reynard       | Ford Cosworth     | F    | 9  | Brad Murphey (R)          | 1-2       |  |
| Hemelgarn Racing                 | Dallara       | Nissan Infiniti   | F    | 9  | Johnny Unser              | 5         |  |
| Hemelgarn Racing                 | Dallara       | Nissan Infiniti   | F    | 9  | Buddy Lazier              | 3         |  |
| Hemelgarn Racing                 | Dallara       | Nissan Infiniti   | F    | 91 | Buddy Lazier              | 4         |  |
| Hemelgarn Racing                 | Dallara       | Oldsmobile Aurora | F    | 91 | Buddy Lazier              | 5-9       |  |
| Hemelgarn Racing                 | Reynard       | Ford Cosworth     | F    | 91 | Buddy Lazier              | 1-2       |  |
| Hemelgarn Racing                 | Dallara       | Oldsmobile Aurora | G    | 91 | Buddy Lazier              | 10        |  |
|                                  |               |                   |      |    |                           |           |  |
| IZ Racing/Zali Racing            | Dallara       | Nissan Infiniti   | G    | 95 | Tyce Carlson (R)          | 10        |  |
|                                  |               |                   |      |    |                           |           |  |
| Johansson Motorsports            | G-Force       | Oldsmobile Aurora | G    | 36 | Scott Harrington          | 5         |  |
|                                  |               |                   |      |    |                           |           |  |
| Kelley Racing                    | Dallara       | Oldsmobile Aurora | G    | 28 | Mark Dismore              | 5-10      |  |
|                                  |               |                   |      |    |                           |           |  |
| Knapp Motorsports                | Dallara       | Oldsmobile Aurora | F    | 31 | Greg Ray (R)              | 8         |  |
| Knapp Motorsports                | Dallara       | Oldsmobile Aurora | F    | 97 | Greg Ray (R)              | 5-7, 10   |  |
|                                  |               |                   |      |    |                           |           |  |
| LP Racing                        | Dallara       | Oldsmobile Aurora | F    | 99 | Sam Schmidt (R)           | 8-10      |  |
|                                  |               |                   |      |    |                           |           |  |
| LSJ Racing/Hemelgarn Racing      | Dallara       | Nissan Infiniti   | F    | 90 | Lyn St. James             | 5         |  |
|                                  |               |                   |      |    |                           |           |  |
| McCormack Motorsports            | Lola          | Ford Cosworth     | G    | 30 | Stan Wattles (R)          | 1-2       |  |
| McCormack Motorsports            | G-Force       | Oldsmobile Aurora | G    | 30 | Jeret Schroeder (R)       | 3-4       |  |
| McCormack Motorsports            | G-Force       | Oldsmobile Aurora | G    | 30 | Robbie Groff (R)          | 5-10      |  |
|                                  |               |                   |      |    |                           |           |  |
| Metro Racing                     | Riley & Scott | Oldsmobile Aurora | G    | 19 | Stan Wattles (R)          | 10        |  |
|                                  |               |                   |      |    |                           |           |  |
| Nienhouse Motorsports            | Riley & Scott | Oldsmobile Aurora | G    | 23 | Mike Shank                | 10        |  |
|                                  |               |                   |      |    |                           |           |  |
| Pagan Racing                     | Reynard       | Ford Cosworth     | G    | 21 | Roberto Guerrero          | 1-2       |  |
| Pagan Racing                     | Dallara       | Nissan Infiniti   | G    | 21 | Roberto Guerrero          | 3-6       |  |
| Pagan Racing                     | Dallara       | Oldsmobile Aurora | G    | 21 | Roberto Guerrero          | 7-10      |  |
|                                  |               |                   |      |    |                           |           |  |
| PDM Racing                       | Lola          | Menard            | G    | 18 | John Paul Jr.             | 1-2       |  |
| PDM Racing                       | G-Force       | Oldsmobile Aurora | G    | 18 | John Paul Jr.             | 10        |  |
| PDM Racing                       | Dallara       | Oldsmobile Aurora | G    | 18 | John Paul Jr.             | 3-4       |  |
| PDM Racing                       | Dallara       | Oldsmobile Aurora | G    | 18 | Billy Boat (R)            | 7         |  |
| PDM Racing                       | Dallara       | Oldsmobile Aurora | G    | 18 | Tyce Carlson (R)          | 5-6       |  |
| PDM Racing                       | Lola          | Menard            | G    | 28 | Tyce Carlson (R)          | 1-2       |  |
|                                  |               |                   |      |    |                           |           |  |
| Project Indy                     | Reynard       | Ford Cosworth     | G    | 64 | Johnny Unser              | 2         |  |
|                                  |               |                   |      |    |                           |           |  |
| Roe Racing                       | Dallara       | Oldsmobile Aurora | F    | 24 | Billy Roe (R)             | 10        |  |
|                                  |               |                   |      |    |                           |           |  |
| Sinden Racing                    | Dallara       | Oldsmobile Aurora | G    | 35 | Jeff Ward (R)             | 10        |  |
| Sinden Racing                    | Dallara       | Oldsmobile Aurora | G    | 44 | Steve Kinser (R)          | 5         |  |
| Sinden Racing                    | Dallara       | Oldsmobile Aurora | G    | 44 | Allen May (R)             | 6         |  |
|                                  |               |                   |      |    |                           |           |  |
| Team Cheever                     | Lola          | Menard            | G    | 51 | Eddie Cheever             | 1-2       |  |
| Team Cheever                     | G-Force       | Oldsmobile Aurora | G    | 51 | Eddie Cheever             | 3-10      |  |
| Team Cheever                     | G-Force       | Oldsmobile Aurora | G    | 52 | Jeff Ward (R)             | 1-2       |  |
|                                  |               |                   |      |    |                           |           |  |
| Team Menard                      | Lola          | Menard            | F    | 2  | Tony Stewart              | 1-2       |  |
| Team Menard                      | G-Force       | Oldsmobile Aurora | F    | 2  | Tony Stewart              | 3-10      |  |
| Team Menard                      | G-Force       | Oldsmobile Aurora | F    | 3  | Robbie Buhl               | 4-6, 9-10 |  |
| Team Menard                      | Lola          | Menard            | F    | 3  | Mark Dismore              | 1-2       |  |
|                                  |               |                   |      |    |                           |           |  |
| Team Sabco                       | G-Force       | Oldsmobile Aurora | G    | 42 | Robby Gordon              | 5-10      |  |
|                                  |               |                   |      |    |                           |           |  |
| Team Scandia                     | Lola          | Ford Cosworth     | G    | 7  | Eliseo Salazar            | 1-2       |  |
| Team Scandia                     | Dallara       | Oldsmobile Aurora | G    | 7  | Eliseo Salazar            | 5-10      |  |
| Team Scandia                     | Dallara       | Oldsmobile Aurora | G    | 8  | Vincenzo Sospiri (R)      | 5-6       |  |
| Team Scandia                     | Lola          | Ford Cosworth     | G    | 8  | Stéphane Grégoire         | 2         |  |
| Team Scandia                     | Lola          | Ford Cosworth     | G    | 22 | Stéphane Grégoire         | 1         |  |
| Team Scandia                     | Lola          | Ford Cosworth     | G    | 22 | Michel Jourdain Jr.       | 2         |  |
| Team Scandia                     | Dallara       | Oldsmobile Aurora | G    | 22 | Marco Greco               | 3-6       |  |
| Team Scandia                     | Dallara       | Oldsmobile Aurora | G    | 22 | Vincenzo Sospiri (R)      | 7-10      |  |
| Team Scandia                     | Dallara       | Oldsmobile Aurora | G    | 33 | Fermín Vélez (R)          | 3-6       |  |
| Team Scandia                     | Dallara       | Oldsmobile Aurora | G    | 33 | Jimmy Kite (R)            | 7-10      |  |
| Team Scandia                     | Reynard       | Ford Cosworth     | G    | 33 | Michele Alboreto          | 1-2       |  |
| Team Scandia                     | Lola          | Ford Cosworth     | G    | 34 | Affonso Giaffone (R)      | 2         |  |
| Team Scandia                     | Dallara       | Oldsmobile Aurora | G    | 34 | Alessandro Zampedri       | 5-6       |  |
| Team Scandia                     | Lola          | Ford Cosworth     | G    | 40 | Marco Greco               | 1-2       |  |
|                                  |               |                   |      |    |                           |           |  |
| Tempero-Giuffre Racing           | Lola          | Buick             | G    | 15 | Dave Kudrave              | 1         |  |
| Tempero-Giuffre Racing           | Lola          | Buick             | G    | 15 | Juan Carlos Carbonell (R) | 2         |  |
|                                  |               |                   |      |    |                           |           |  |
| Treadway Racing                  | Reynard       | Ford Cosworth     | F    | 5  | Arie Luyendyk             | 1-2       |  |
| Treadway Racing                  | G-Force       | Oldsmobile Aurora | F    | 5  | Arie Luyendyk             | 3-10      |  |
| Treadway Racing                  | G-Force       | Oldsmobile Aurora | F    | 6  | Scott Goodyear            | 3-10      |  |
| Treadway Racing                  | Reynard       | Ford Cosworth     | F    | 6  | Johnny O'Connell          | 2         |  |
|                                  |               |                   |      |    |                           |           |  |
| Walker Racing                    | Reynard       | Ford Cosworth     | G    | 50 | Robby Gordon              | 2         |  |

- (R) - Rookie
- Pilotos que disputaram todas as corridas
- Pilotos que disputaram parcialmente a temporada
- Corridas em que o piloto não se qualificou

## Resultados
| #  | Corrida         | Pole Position | Líder por mais voltas | Vencedor       | Equipe      | Descrição |
| -- | --------------- | ------------- | --------------------- | -------------- | ----------- | --------- |
| 1  | New Hampshire 1 | Richie Hearn  | Tony Stewart          | Scott Sharp    | A. J. Foyt  | Descrição |
| 2  | Las Vegas 1     | Arie Luyendyk | Richie Hearn          | Richie Hearn   | Della Penna | Descrição |
| 3  | Walt Disney     | Tony Stewart  | Tony Stewart          | Eddie Cheever  | Cheever     | Descrição |
| 4  | Phoenix         | Tony Stewart  | Tony Stewart          | Jim Guthrie    | Blueprint   | Descrição |
| 5  | Indianápolis    | Arie Luyendyk | Tony Stewart          | Arie Luyendyk  | Treadway    | Descrição |
| 6  | Texas           | Tony Stewart  | Tony Stewart          | Arie Luyendyk  | Treadway    | Descrição |
| 7  | Colorado        | Scott Sharp   | Tony Stewart          | Tony Stewart   | Menard      | Descrição |
| 8  | Charlotte       | Tony Stewart  | Tony Stewart          | Buddy Lazier   | Hemelgarn   | Descrição |
| 9  | New Hampshire 2 | Marco Greco   | Eddie Cheever         | Robbie Buhl    | Menard      | Descrição |
| 10 | Las Vegas 2     | Billy Boat    | Eliseo Salazar        | Eliseo Salazar | Scandia     | Descrição |

## Pontuação
| Pos | Piloto       | NH1 | LV1 | DIS | PHO   | IND | TXS | COL | CHA | NH2 | LV2 | Pts |
| --- | ------------ | --- | --- | --- | ----- | --- | --- | --- | --- | --- | --- | --- |
| 1   | Stewart      | 12  | 21  | 10  | 2     | 5   | 5   | 1   | 7   | 14  | 11  | 278 |
| 2   | Hamilton     | 5   | 11  | 7   | 3     | 6   | 3   | 3   | 16  | 17  | 7   | 272 |
| 3   | Cheever      | 15  | 25  | 1   | 12    | 23  | 6   | 4   | 6   | 9   | 21  | 230 |
| 4   | Greco        | 7   | 9   | 8   | 4     | 16  | 26  | 13  | 9   | 20  | 10  | 230 |
| 5   | Goodyear     |     |     | 3   | 17    | 2   | 4   | 7   | 3   | 16  | 2   | 226 |
| 6   | Luyendyk     | 13  | 20  | 12  | 22    | 1   | 1   | 15  | 21  | 3   | 25  | 223 |
| 7   | Guerrero     | 6   | 4   | 17  | 7     | 27  | 13  | 18  | 17  | 6   | 14  | 221 |
| 8   | Lazier       | 19  | 24  | 5   | 21    | 4   | 17  | 8   | 1   | 12  | 31  | 209 |
| 9   | Salazar      | 9   | 7   |     |       | 24  | 7   | 12  | 10  | 4   | 1   | 208 |
| 10  | Calkins      | 2   | 6   | 11  | 8     | 11  | 19  | 5   |     | 21  | 28  | 204 |
| 11  | Grégoire     | 8   | 26  | 19  | 5     | 31  | NQ  | 2   | 8   | 15  | 9   | 192 |
| 12  | Guthrie      | 23  | 13  | 6   | 1     | 26  | 21  | NQ  | 12  | 24  | 4   | 186 |
| 13  | Buhl         | 22  | 8   |     | 18    | 8   | 16  | NQ  |     | 1   | 3   | 170 |
| 14  | M. Groff     | 4   | 3   | 2   | 6     | 12  | NQ  |     | 14  | NQ  |     | 169 |
| 15  | Paul Jr.     | 10  | 15  | 18  | 9     | NL  |     |     | 11  | 7   | 12  | 163 |
| 16  | Giaffone     |     | 10  |     | 13[1] | 32  | 20  | 9   | 4   | 18  | 15  | 159 |
| 17  | Dismore      | 20  | 17  |     |       | 28  | 11  | 11  | 19  | 11  | 5   | 158 |
| 18  | Boat         |     |     |     |       | 7   | 2   |     | 2   | 8   | 23  | 151 |
| 19  | Bräck        |     |     |     | 11    | 33  | 18  | 14  | 5   | 5   | 20  | 139 |
| 20  | R. Groff     |     |     |     |       | 9   | 15  | 10  | 13  | 10  | 18  | 135 |
| 21  | Sospiri      |     |     |     |       | 17  | 9   | 6   | 20  | 2   | 22  | 134 |
| 22  | Sharp        | 1   | 16  | 4   | 16    |     |     | 22  |     |     |     | 119 |
| 23  | Miller       |     |     | 15  | 20    | 20  | 24  | 16  | 23  | 19  | 29  | 114 |
| 24  | J. Unser     | NL  | 22  |     |       | 18  | 10  | 21  |     | 13  | 19  | 107 |
| 25  | Carlson      | 11  | 23  |     |       | 19  | 14  |     |     |     | 24  | 84  |
| 26  | Vélez        |     |     | 9   | 14    | 10  | 25  |     |     |     |     | 82  |
| 27  | Kite         |     |     |     |       |     |     | 20  | 15  | 23  | 6   | 76  |
| 28  | Schmidt      |     |     |     | 10    | 34  | 23  |     | 18  | 22  | 27  | 76  |
| 29  | Ray          |     |     |     |       | 25  | 8   | 17  | 22  | NQ  | 30  | 73  |
| 30  | Ward         |     |     | 16  |       | 3   |     |     |     |     | 17  | 69  |
| 31  | Wattles      | 16  | 18  |     |       |     |     |     |     |     | 8   | 63  |
| 32  | Alboreto     | 3   | 5   |     |       |     |     |     |     |     |     | 62  |
| 33  | Hearn        | 14  | 1   |     |       |     |     |     |     |     |     | 59  |
| 34  | Roe          |     |     |     | 15    | 22  | NQ  |     |     |     | 13  | 55  |
| 35  | Schroeder    |     |     | 14  | 19    |     |     |     |     |     |     | 37  |
| 36  | Jourdain Jr. |     | 2   |     |       |     |     |     |     |     |     | 33  |
| 37  | Gordon       |     | 14  |     |       | 29  |     |     |     |     |     | 27  |
| 38  | Murphey      | 18  | 27  |     |       |     |     |     |     |     |     | 25  |
| 39  | Zampedri     |     |     |     |       | 35  | 12  | NQ  |     |     |     | 24  |
| 40  | O'Connell    | NQ  | 12  |     |       |     |     |     |     |     |     | 23  |
| 41  | Durant       |     |     |     |       | 21  |     |     |     |     | 26  | 23  |
| 42  | Ongais       |     |     | 13  | S[1]  |     |     |     |     |     |     | 22  |
| 42  | St. James    |     |     |     |       | 13  | NQ  |     |     |     |     | 22  |
| 44  | Kinser       |     |     |     |       | 14  |     |     |     |     |     | 21  |
| 45  | Vitolo       |     |     |     |       | 15  |     |     |     |     |     | 20  |
| 46  | Shank        |     |     |     |       |     |     |     |     |     | 16  | 19  |
| 47  | Kudrave      | 17  |     |     |       |     |     |     |     |     |     | 18  |
| 48  | Carbonell    |     | 19  |     |       |     |     |     |     |     |     | 16  |
| 49  | Gosek        | 21  |     |     |       |     |     |     |     |     |     | 14  |
| 50  | May          |     |     |     |       |     | 22  |     |     |     |     | 13  |
| 51  | Parsons      |     | 28  |     |       |     |     |     |     |     |     | 7   |
| 52  | Bourbonnais  |     |     |     |       | 30  |     |     |     |     |     | 5   |
| —   | Field        | NQ  |     |     |       |     |     |     |     |     |     | 0   |
| —   | Harrington   |     |     |     |       | NQ  | NQ  |     |     |     |     | 0   |
| —   | Jones        |     |     | NQ  |       |     |     |     |     |     |     | 0   |
| —   | Steele       |     | NQ  |     |       |     |     |     |     |     |     | 0   |
| —   | Tolsma       | NQ  |     |     |       |     |     |     |     |     |     | 0   |
| Pos | Piloto       | NH1 | LV1 | DIS | PHO   | IND | TXS | COL | CHA | NH2 | LV2 | Pts |

| Cor           | Resultado             |
| ------------- | --------------------- |
| Ouro          | Vencedor              |
| Prata         | 2º lugar              |
| Bronze        | 3º lugar              |
| Verde         | 4º ao 5º lugar        |
| Azul          | 6º ao 10º lugar       |
| Roxo          | 11º lugar em diante   |
| Púrpura       | Não terminou          |
| Vermelho      | Não classificado (NQ) |
| Preto         | Desclassificado (DSQ) |
| Branco        | Não começou (NL)      |
| Marrom        | Substituído (S)       |
| Azul claro    | Apenas treino (AT)    |
| Sem cor       | Não participou        |
| Sem cor       | Lesionado (LES)       |
| Sem cor       | Excluído (EX)         |
|               |                       |
| Negrito       | Pole-position         |
| Itálico       | Líder por mais voltas |
| Rookie do ano |                       |
| Rookie        |                       |

Pontuação por prova
| Posição | 1  | 2  | 3  | 4  | 5  | 6  | 7  | 8  | 9  | 10 | 11 | 12 | 13 | 14 | 15 | 16 | 17 | 18 | 19 | 20 | 21 | 22 | 23 | 24 | 25 | 26 | 27 | 28 | 29 | 30 | 31 | 32 | 33 | 34 | 35 | VL | PP |
| ------- | -- | -- | -- | -- | -- | -- | -- | -- | -- | -- | -- | -- | -- | -- | -- | -- | -- | -- | -- | -- | -- | -- | -- | -- | -- | -- | -- | -- | -- | -- | -- | -- | -- | -- | -- | -- | -- |
| Pontos  | 35 | 33 | 32 | 31 | 30 | 29 | 28 | 27 | 26 | 25 | 24 | 23 | 22 | 21 | 20 | 19 | 18 | 17 | 16 | 15 | 14 | 13 | 12 | 11 | 10 | 9  | 8  | 7  | 6  | 5  | 4  | 3  | 2  | 1  | 1  | 1  | 2  |

Notas
- 1 ^ Danny Ongais foi substituído por Affonso Giaffone.[1]